# اسلودرنو
اسلودرنو (به ایتالیایی: Sluderno) یک کومونه در ایتالیا است که در تیرول جنوبی واقع شده‌است. اسلودرنو ۲۰٫۸ کیلومتر مربع مساحت و ۱٬۸۳۱ نفر جمعیت دارد و ۹۲۱ متر بالاتر از سطح دریا واقع شده‌است.